# Mirza Muhammad Husayn Gharawi Naini
Mirza Muhammad Husayn Gharawi Naini o també Mohammad Hussein Naini Qaravi (1860-1936), en farsi محمد حسین نائینی غروی, fou un aiatol·là iranià, important partidari de la revolució constitucionalista de 1906 a Pèrsia. Va néixer a Nayin o Nain.
Després d'estudiar a la seva vila natal (on el pare i l'avi havien dirigit la gran mesquita), va anar a Esfahan el 1877; després va estar breument a Najaf i va anar a Samarra al costat del gran cap dels xiïtes Mirza Muhammad Hasan Shirazi amb el que va conviure 11 anys dedicats a l'estudi teològic, i a la mort de Shirazi (1895) va anar a Karbala i el 1898 a Najaf on va esdevenir company de Khurasani, altre gran líder xïita de la mà del qual va començar a participar en política. Va escriure llavors el seu famós Tanbih-al-ummah va tanzih-al-millah (advertència a la comunitat i preparació del poble), en què declarava la constitució, idea occidental, en harmonia amb el xiïsme, en oberta oposició a les idees de l'aiatol·là Fadl Allah Nuri de Teheran (1842-1909) que considerava que el constitucionalisme destruiria les pràctiques islàmiques.
El 1908 el xa Muhammad Ali Shah va bombardejar el parlament i va castigar els constitucionalistes derogant la llei fonamental. Nuri va donar suport al xa («rei de l'islam»). Naini va proposar afegir a l'art. 2 de la llei un annex pel qual cinc mestres de teologia islàmica haurien d'aprovar totes les propostes de llei per vetllar que fossin compatibles amb l'islam. Després no apareix en política i va tornar a Najaf.
El 1920 va participar en l'aixecament xiïta a l'Iraq contra els britànics i fou exiliat a Qom. Posteriorment va poder tornar a l'Iraq a condició de no tenir activitats polítiques, cosa que va complir i va tenir bones relacions tant amb el rei Faisal I de l'Iraq com amb el xa Reza Pahlavi de l'Iran.